# Котианети
Котианети (груз. კოტიანეთი) — село в Грузии, на территории Сенакского муниципалитета края (мхаре) Самегрело-Верхняя Сванетия.

## География
Село находится в западной части Грузии, на правом берегу реки Техури, на расстоянии приблизительно 8 километров (по прямой) к северо-востоку от города Сенаки, административного центра муниципалитета. Абсолютная высота — 64 метра над уровнем моря.

## Население
По результатам официальной переписи населения 2014 года в Котианети проживало 479 человек (225 мужчин и 254 женщины). В национальной структуре населения грузины составляли 99,8 %.
| Год  | Население, человек |
| ---- | ------------------ |
| 2002 | 709                |
| 2014 | ↘ 479              |